# Dezső Perczel

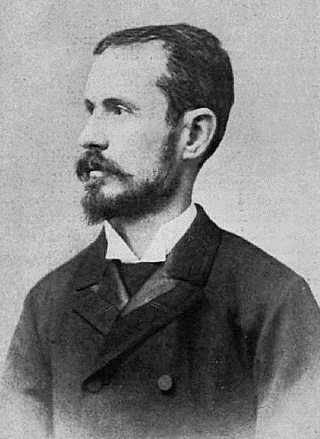
Dezső Perczel

Dr. Dezső Perczel de Bonyhád (Szekszárd, 18 januari 1848 – Bonyhád, 20 mei 1913) was een Hongaars politicus, die tussen 1895 en 1899 de functie van Hongaars minister van Binnenlandse Zaken uitoefende in de regering-Bánffy, onder leiding van Dezső Bánffy. Tijdens zijn ambtstermijn streefde Dezső Perczel een liberaal kerkbeleid na en was hij voorstander van het burgerlijk huwelijk. Later was hij ook voorzitter van het Huis van Afgevaardigden: eenmaal van 1899 tot 1901 en een tweede keer van 1903 tot 1905. Tijdens deze periode was hij een uitgesproken tegenstander van het filibusteren door de parlementaire oppositie. Zelf was hij lid van de Liberale Partij en later van de Nationale Arbeidspartij.
Zijn vader was Béla Perczel, die in de periode 1874-1875 eveneens voorzitter van het Huis van Afgevaardigden was, en minister van Justitie in de periode 1875–1878.